# 叙宗河
叙宗河（法語：Suzon，法語發音：[syzɔ̃]）是法国勃艮第-弗朗什-孔泰大区科多尔省的河流，是乌什河的左支流，长40.8千米。